# Siren lacertina
Siren lacertina là một loài Sirenidae giống lươn. Chúng là một trong những động vật lưỡng cư lớn nhất ở Bắc Mỹ, có chiều dài khoảng 1,5 cm (0,59 inch) khi nở và sau đó phát triển đến độ dài từ 18 đến 97 cm (7,1-38).

 Trọng lượng có thể từ 55 đến 1,000 g (1,9-35 oz).
 Chúng có màu sắc từ màu đen sang màu nâu, và có bụng màu xám nhẹ hoặc màu vàng.
Chúng có mang lớn và không chân sau. Chân trước với bốn ngón chân, rất nhỏ mà có thể được ẩn trong các mang. S. lacertina thường ăn thịt và ăn giun đốt, côn trùng, ốc, và cá nhỏ, mặc dù chúng cũng đã được quan sát thấy ăn thực vật. Họ sử dụng một đường bên cảm giác cơ quan cho việc tìm kiếm con mồi.
Chúng sống từ Washington, DC, đến Florida. Con cái đẻ trứng giữa tháng hai và tháng ba, như nhiều khoảng 500. Trứng nở hai tháng sau đó. Phương pháp thụ tinh trứng hiện đang không rõ. 